# Edmond Marie Petitjean
Edmond Marie Petitjean (Neufchâteau, 5 luglio 1844 – Parigi, 7 agosto 1925) è stato un pittore francese.

## Biografia
Nato in Lorena, nel Dipartimento dei Vosgi, Edmond Petitjean fu un artista dei paesaggi e delle marine. Dopo gli studi alla Scuola di Belle arti di Parigi allestì la sua prima mostra nel 1874 al Salon. Continuò ad esporre, ma solo nel 1881, sempre al Salon, ottenne una menzione d'onore. Due anni dopo divenne membro della Società del Salon des artistes français. Ricevette una medaglia di 1ª classe nel 1884 e una di 2ª classe nel 1885.
Petitjean viaggiò spesso lungo la costa atlantica ritraendo numerose località di mare e numerosi porti, poi, nel 1886, si stabilì per un certo tempo a Dordrecht.

Nel 1883 l'amico pittore Émile Friant fece un ritratto a sua moglie.

Nel 1889 Petitjean fu uno degli artisti incaricati di decorare il padiglione francese dell'Esposizione universale di Parigi, ottenendo una medaglia d'argento. L'anno seguente espose a Monaco di Baviera e, nel 1892, gli fu conferito il titolo di Cavaliere della Legion d'onore.
Alla fine del secolo, nel 1900, assieme ad altri 26 artisti, ricevette l'incarico di dipingere un quadro per l'arredamento della Sala dorata del ristorante Le Train Bleu della Gare de Paris Lyon, che apparteneva alla Compagnia ferroviaria Parigi-Lione-Mar Mediterraneo. Petitjean, con la supervisione dell'architetto  Marius Toudoire che sovraintendeva ai lavori, dipinse il quadro "Le Puys".

Contemporaneamente, le sue opere che erano in mostra all'Expo di Parigi gli valsero una medaglia d'oro.

Edmond Petitjean si spense a Parigi nell'estate del 1925 all'età di 81 anni.

## Opere
(lista non completa)
Disegni e acquarelli
- 1891 - Verdun le soir
- 1916 - La Homardrie
- N.D.   - La Tour de la Chaîne à l'entrée du port de La Rochelle
- N.D.   - Vieille chaumière en Normandie
- N.D.   - Chaumières flamandes
- N.D.   - Femme dans un paysage

Litografie, stampe, manifesti
- N.D.  - Paris Vivant- Journal humoristique

Dipinti ad olio
(Quasi 800 dipinti recensiti ad oggi)
- 1885 -  Un Village au pays de Neufchâteau
- 1885 -  Vieilles maisons à Neufchâteau
- 1885 -  Une rue à Liverdun, en Lorraine
- 1886 -  Visser Schuit néerlandais sur la plage la nuit tombant
- 1888 -  Le Havre
- 1888 -  Cotes Normandes
- N.D.   -  Falaises et côtes normandes
- 1890 -  Joinville
- 1891 -  La Meuse à Verdun
- 1892 -  Paysage
- 1894 -  Bord de la rivière en été à Ambacourt
- 1895 -  Le port de La Rochelle par gros temps
- 1900 -  Le Puy
- 1901 -  Le Bassin du Roi au Havre
- 1903 -  Le Ruisseau en Lorraine
- 1903 -  Village de Lorraine
- 1910 -  Ostende
- 1923 -  Une rue à Semur
- 1924 -  Rue de village en Lorraine
- N.D.   -  Le port d'Anvers
- N.D.   -  L'Entrée d'un bassin à Anvers
- N.D.   -  Port en Hollande

- N.D.   -  Marine en Hollande
- N.D.   -  Les Remparts de Flessingue, en Hollande
- N.D.   -  Landscape
- N.D.   -  Washerwoman
- N.D.   -  La Basse cour
- N.D.   -  Village en bord de rivière
- N.D.   -  Le Port de La Rochelle
- N.D.   -  La Saône près de Chalons-sur-Saône
- N.D.   -  Pêcheurs au bord de la rivière
- N.D.   -  Village
- N.D.   -  Les Lavandières
- N.D.   -  Les Péniches au Pont-Neuf
- N.D.   -  Bord de rivière animé
- N.D.   -  La Meuse à Vaucouleur
- N.D.   -  Rade animée
- N.D.   -  Pont de pierre
- N.D.   -  Sur le Quai
- N.D.   -  Vue de Marville
- N.D.   -  Scène de ferme
- N.D.   -  Animation sur les quais du Havre
- N.D.   -  Etang devant une ville
- N.D.   -  L'Etang
- N.D.   -  Un hameau comtois
- N.D.   -  L'Ecluse
- N.D.   -  Village de Gudmond
- N.D.   -  Pont de Rochereuil
- N.D.   -  Concarneau
- N.D.   -  Paysage d'un cours d'eau dans un village
- N.D.   -  Le village de Beynac

Illustrazioni
- N.D. - Tripots, rivista Le Rire di Felix Juven, Parigi
- 1907 - Au salon d'automne, rivista  Le Sourire nº 416 del 19 ottobre 1907
- 1909 -  Jeux de bars, rivista Le Rire, nº 336 del 10 luglio 1909

## Galleria d'immagini

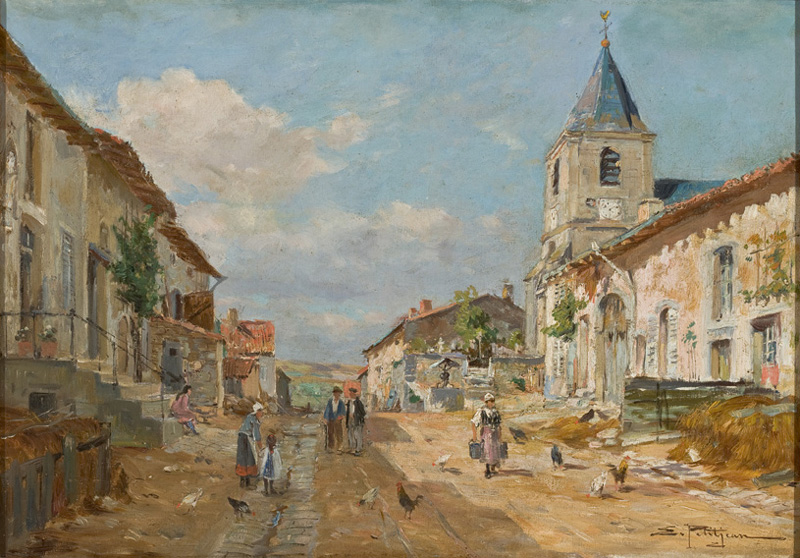
Strada di un villaggio
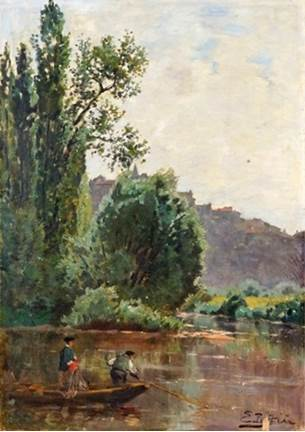
Pescatori
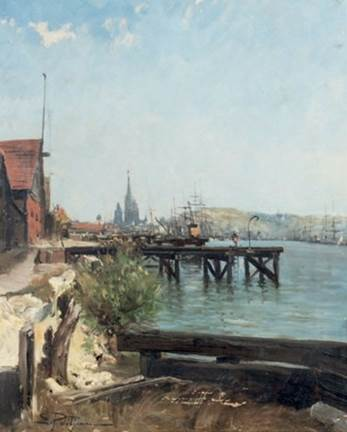
Rouen
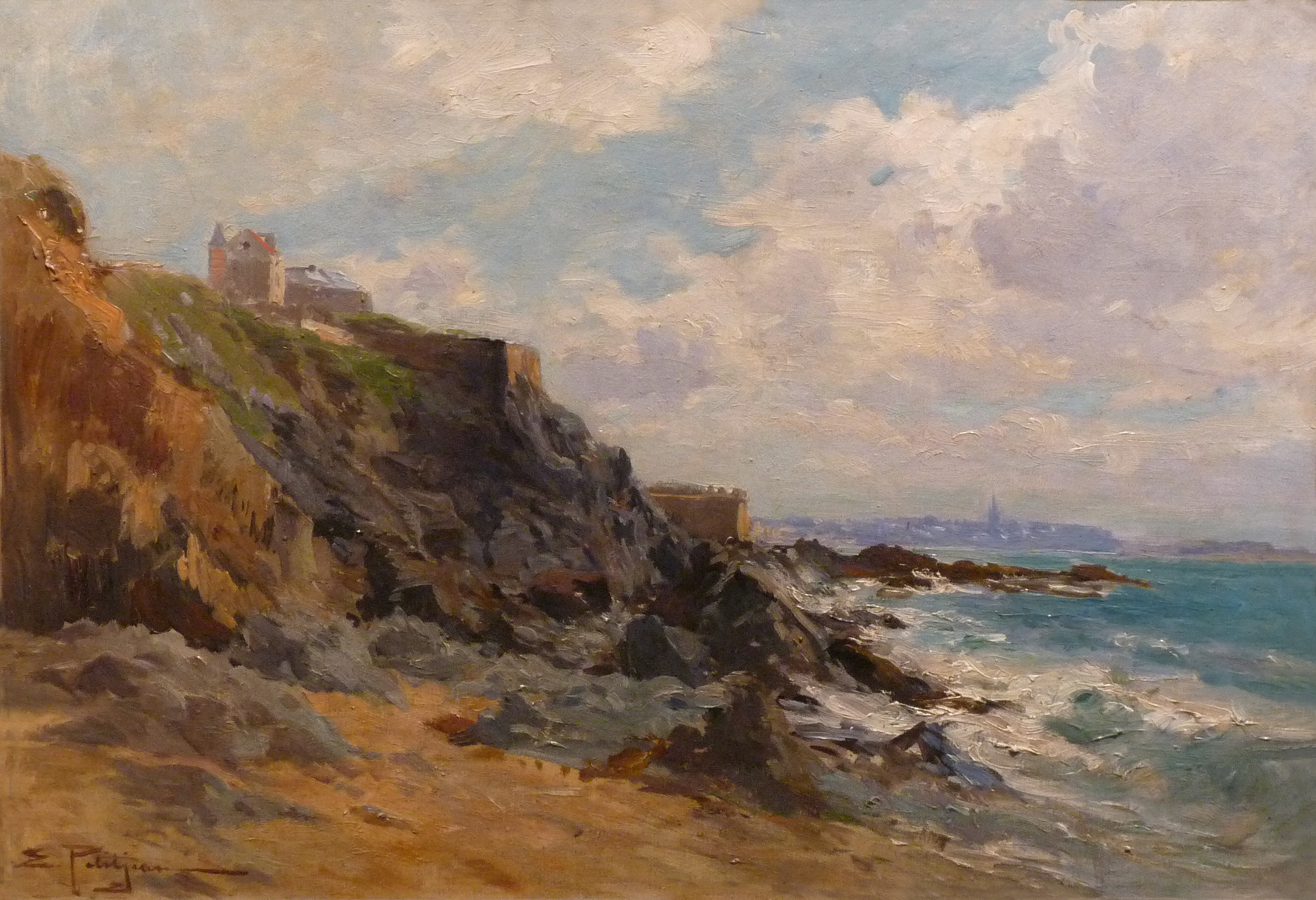
La scogliera di Rochebonne

## Premi e medaglie
- 1881 - Menzione d'onore al Salon des artistes français
- 1884 - Medaglia di 1ª classe al Salon des artistes français
- 1885 - Medaglia di 2ª classe al Salon des artistes français
- 1889 - Medaglia d'argento all'Esposizione universale di Parigi
- 1890 - Medaglia a Monaco di Baviera
- 1900 - Medaglia d'oro all'Esposizione universale di Parigi
- 1909 - Silver Medal a Seattle all'Alaska-Yukon-Pacific Exposition

## Riconoscimenti e titoli
- 1883 - Membro societario del Salon des artistes français
- 1892 - Cavaliere della Légion d'honneur